# オバイド・アル＝ジャスミ
オバイド・アフマド・オバイド・サーレハ・アル＝ジャスミ（Obaid Ahmed Obaid Saleh Al-Jasmi, 1981年7月29日 - ）は、アラブ首長国連邦・アブダビ市出身の男子競泳選手。2010年ドバイ世界短水路選手権の4×100mフリーリレーに弟3人と出場し、兄弟で世界水泳選手権（長水路・短水路）のリレーを組んだ初のケースとしてギネス世界記録に掲載された。

## 経歴
父は元真珠採りダイバー。6人兄弟の次男として生まれ、長男のムハンマド（1980年生まれ）、三男のサイード（1982年生まれ）、四男のバキート（1985年生まれ）、五男のスルターン（1989年生まれ）、六男のファイサル（1991年生まれ）も水泳選手。また、医者、教師、原子力関係の仕事に就いている（2014年時点）3人の姉妹もいる。
小さい頃はサッカー選手になることを夢見ていたが、父親から水泳をやることを勧められて兄弟と一緒に地元の水泳クラブに入った。当初はお遊び程度の感覚だったが、1987年に兄ムハンマドの影響で真剣に泳ぎ始めると、1989年にはドバイで開催された大会の50m背泳ぎにUAE代表として出場した。
2008年8月、北京で開催されたオリンピックの100m自由形に出場。予選の2組目に登場したオバイドは、自身の持つUAE記録（54秒82）を更新する53秒29をマークするも組最下位、全体では64人中61位に終わった。アル＝ジャスミはレース後に、他国の選手たちが数年かけてオリンピックに向けて準備してきた中、自分たちは数カ月の準備しかできなかったことを吐露し、UAE水泳連盟とオリンピック委員会に対して長期間のサポートを求めた。
2010年12月、自国開催（ドバイ）の世界短水路選手権に出場。4×100mフリーリレー予選では、第1泳オバイド、第2泳サイード、第3泳バキート、第4泳ファイサルと、兄弟4人でリレーを泳ぎ3分35秒72でフィニッシュした（15チーム中14位）。兄弟4人でリレーを組むのは長水路も含めた世界選手権において初であり、大会から4年後の2014年にギネス世界記録に認定された。
2011年の定期検診でウォルフ・パーキンソン・ホワイト症候群が発覚し、2012年3月に心臓の手術を受けた。手術から回復後、3週間のトレーニングを経てUAE冬季選手権に出場すると、400m個人メドレーでUAE新記録を樹立。200m個人メドレーではロンドンオリンピックのワイルドカード1枠を争っているムバラク・サレム・アル＝バシールに11秒差をつけて勝利し、UAE水泳連盟にアピールした。しかし、オバイドがテレビでUAE水泳連盟の批判をするなど両者は良好な関係とは言えず、それに加えて病み上がりのオバイドがオリンピックまでに適切なレベルまで回復できるか疑問視していたUAE水泳連盟は、30歳のオバイドではなく24歳のムバラク・サレム・アル＝バシールをロンドンオリンピックUAE代表（100m平泳ぎ）に選出した。
35歳を超えても競技を続け、2018年7月には名古屋で開催されたアジアマスターズ選手権に出場し、35-39歳の部の50mバタフライと200m個人メドレーで銅メダルを獲得した。
2024年2-3月、ドーハで開催された世界マスターズ選手権の50m自由形に兄弟と共に出場し、30-34歳の部のファイサルは48位、35-39歳の部のスルターンとバキートはそれぞれ20位と24位、40-44歳の部のサイードとオバイドはそれぞれ23位と27位という成績を残した（ムハンマドは棄権）。なお、今大会では年齢合計120-159歳の部の4×50mフリーリレーとメドレーリレーに兄弟でエントリーしていたが、棄権したため2010年ドバイ世界短水路選手権の再現とはならなかった。

## 世界大会の成績
世界水泳連盟のウェブサイト参照
| 年                   | 大会                 | 場所                 | 種目                 | 結果                 | 記録                 | 泳順                 | 備考                 |
| アラブ首長国連邦代表 | アラブ首長国連邦代表 | アラブ首長国連邦代表 | アラブ首長国連邦代表 | アラブ首長国連邦代表 | アラブ首長国連邦代表 | アラブ首長国連邦代表 | アラブ首長国連邦代表 |
| -------------------- | -------------------- | -------------------- | -------------------- | -------------------- | -------------------- | -------------------- | -------------------- |
| 2001                 | 世界選手権           | 福岡                 | 100m自由形           | 予選60位             | 55秒05               |                      |                      |
| 2001                 | 世界選手権           | 福岡                 | 200m自由形           | 予選44位             | 2分00秒64            |                      |                      |
| 2001                 | 世界選手権           | 福岡                 | 100mバタフライ       | 予選60位             | 1分00秒25            |                      |                      |
| 2001                 | 世界選手権           | 福岡                 | 200mバタフライ       | 予選39位             | 2分17秒03            |                      |                      |
| 2001                 | 世界選手権           | 福岡                 | 200m個人メドレー     | 予選36位             | 2分15秒75            |                      |                      |
| 2003                 | 世界選手権           | バルセロナ           | 100m自由形           | 予選95位             | 54秒67               |                      |                      |
| 2003                 | 世界選手権           | バルセロナ           | 200m自由形           | 予選75位             | 2分03秒15            |                      |                      |
| 2003                 | 世界選手権           | バルセロナ           | 100mバタフライ       | 予選88位             | 1分01秒16            |                      |                      |
| 2003                 | 世界選手権           | バルセロナ           | 200m個人メドレー     | 予選63位             | 2分17秒02            |                      |                      |
| 2004                 | オリンピック         | アテネ               | 100m自由形           | 予選58位             | 54秒17               |                      |                      |
| 2007                 | 世界選手権           | メルボルン           | 50m自由形            | 予選94位             | 25秒20               |                      |                      |
| 2007                 | 世界選手権           | メルボルン           | 100m自由形           | 予選107位            | 54秒82               |                      |                      |
| 2007                 | 世界選手権           | メルボルン           | 50m背泳ぎ            | 予選63位             | 29秒19               |                      |                      |
| 2008                 | 世界短水路選手権     | マンチェスター       | 50m背泳ぎ            | 予選41位             | 27秒23               |                      |                      |
| 2008                 | 世界短水路選手権     | マンチェスター       | 100m背泳ぎ           | 予選失格             | DSQ                  |                      |                      |
| 2008                 | 世界短水路選手権     | マンチェスター       | 100m個人メドレー     | 予選34位             | 58秒81               |                      |                      |
| 2008                 | 世界短水路選手権     | マンチェスター       | 200m個人メドレー     | 予選38位             | 2分11秒73            |                      |                      |
| 2008                 | オリンピック         | 北京                 | 100m自由形           | 予選61位             | 53秒29               |                      | アラブ首長国連邦記録 |
| 2009                 | 世界選手権           | ローマ               | 200m自由形           | 予選失格             | DSQ                  |                      |                      |
| 2009                 | 世界選手権           | ローマ               | 50mバタフライ        | 予選116位            | 25秒99               |                      |                      |
| 2009                 | 世界選手権           | ローマ               | 100mバタフライ       | 予選105位            | 56秒96               |                      |                      |
| 2009                 | 世界選手権           | ローマ               | 200m個人メドレー     | 予選71位             | 2分11秒62            |                      |                      |
| 2009                 | 世界選手権           | ローマ               | 4x100mフリーリレー   | 予選28位             | 3分37秒95            | 1泳                  |                      |
| 2009                 | 世界選手権           | ローマ               | 4x200mフリーリレー   | 予選23位             | 8分07秒89            | 4泳                  |                      |
| 2009                 | 世界選手権           | ローマ               | 4x100mメドレーリレー | 予選35位             | 4分00秒37            | 3泳                  |                      |
| 2010                 | 世界短水路選手権     | ドバイ               | 100mバタフライ       | 予選61位             | 56秒33               |                      |                      |
| 2010                 | 世界短水路選手権     | ドバイ               | 100m個人メドレー     | 予選45位             | 58秒43               |                      |                      |
| 2010                 | 世界短水路選手権     | ドバイ               | 200m個人メドレー     | 予選44位             | 2分08秒64            |                      |                      |
| 2010                 | 世界短水路選手権     | ドバイ               | 400m個人メドレー     | 予選32位             | 4分36秒89            |                      |                      |
| 2010                 | 世界短水路選手権     | ドバイ               | 4x100mフリーリレー   | 予選14位             | 3分35秒72            | 1泳                  |                      |
| 2010                 | 世界短水路選手権     | ドバイ               | 4x200mフリーリレー   | 予選16位             | 8分03秒02            | 1泳                  |                      |
| 2010                 | 世界短水路選手権     | ドバイ               | 4x100mメドレーリレー | 予選18位             | 3分51秒83            | 4泳                  |                      |
| 2011                 | 世界選手権           | 上海                 | 200m自由形           | 予選55位             | 1分58秒49            |                      |                      |
| 2011                 | 世界選手権           | 上海                 | 50mバタフライ        | 予選40位             | 26秒20               |                      |                      |
| 2012                 | 世界短水路選手権     | イスタンブール       | 50m自由形            | 予選94位             | 24秒54               |                      |                      |
| 2012                 | 世界短水路選手権     | イスタンブール       | 100mバタフライ       | 予選68位             | 58秒50               |                      |                      |
| 2012                 | 世界短水路選手権     | イスタンブール       | 100m個人メドレー     | 予選44位             | 59秒88               |                      |                      |
| 2012                 | 世界短水路選手権     | イスタンブール       | 200m個人メドレー     | 予選48位             | 2分14秒14            |                      |                      |